# Liste der Monuments historiques in Illiat
Die Liste der Monuments historiques in Illiat führt die Monuments historiques in der französischen Gemeinde Illiat auf.

## Liste der Bauwerke
| Bezeichnung          | Beschreibung              | Standort | Kennzeichnung | Schutzstatus | Datum | Bild           |
| -------------------- | ------------------------- | -------- | ------------- | ------------ | ----- | -------------- |
| Kirche St-Symphorien | Erbaut im 12. Jahrhundert | (Lage)   | PA01000026    | Inscrit      | 2008  | weitere Bilder |

## Liste der Objekte
- Monuments historiques (Objekte) in Illiat in der Base Palissy des französischen Kultusministeriums